# Автошлях Т 2208
Автошля́х Т2208 — автомобільний шлях місцевого значення у Херсонській області довжиною 65,6 км, що проходить через Нижньосірогозький та Верхньорогачицький райони через Нижні Сірогози — Верхній Рогачик до перетину з Т 0804.